# Bertacário
Bertacário (em latim: Berthacharius) ou Bertário (em latim: Bertharius) foi rei dos turíngios no século VI. Era filho de Basino com sua esposa de nome desconhecido e teve três irmãos chamados Radegunda, a Velha, Hermanfredo (r. 507/511–533) e Baderico. Compartilhou o comando dos turíngios com seus irmãos, mas foi assassinado por Hermanfrido. Era pai de vários filhos, dentre eles Santa Radegunda, que casaria com o rei franco Clotário I (r. 511–561).